# قاسم العقباني
أبو الفضل قاسم بن أبي عثمان سعيد بن محمد بن محمد العقباني التلمساني، من علماء المسلمين بالقرنين الثامن و التّاسع الهجريين، الرابع عشر و الخامس عشر للميلاد . ولد سنة 768 هـ 1367 م  بتلمسان عاصمة الدولة الزيانية آنذاك.

## مصنفاته
له كتب؛ منها: 
- «شرح الحوفي في الفرائض»
- «شرح الجمل للخونجي في المنطق، «شرح التلخيص» لابن البناء،
- «شرح قصيدة ابن ياسمين الجبر والمقابلة،
- «شرح العقيدة البرهانية في أصول الدين»،
- «شرح الحوفية - خ» في الفرائض على مذهب مالك
- «المختصر في أصول الدين - خ»

وغير ذلك كشرحه لسورة الفتح.

## وفاته
توفي بتلمسان في ذي القعدة سنة 854ه‍ الموافق لديسمبر سنة 1450م و دفن مع الحفيد ابن مرزوق بزاوية الجامع الأعظم للمدينة .